# Finale de la Coupe d'Afrique des nations de football 2002
Navigation
Finale de la CAN
2000 Finale de la CAN
2004
La finale de la Coupe d'Afrique des nations de football 2002 se dispute le 13 février 2002 au Stade du 26 Mars à Bamako, au Mali. Elle détermine le vainqueur de la Coupe d'Afrique 2002 des Nations, le championnat continental africain organisée par la Confédération africaine de football. 
Le Cameroun remporte le titre pour la quatrième fois de son histoire en battant le Sénégal 3-2 aux tirs au but après un match nul sans but.

## Finale

Stade du 26 mars, hôte de la finale

| ·               |                   |      |
| Titulaires :    |                   |      |
|                 |                   |      |
| 1               | Tony Sylva        |      |
| 2               | Omar Daf          |      |
| 6               | Aliou Cissé       |      |
| 13              | Lamine Diatta     |      |
| 17              | Ferdinand Coly    |      |
| 10              | Khalilou Fadiga   |      |
| 15              | Salif Diao        |      |
| 19              | Papa Bouba Diop   | 91e  |
| 22              | Makhtar N'Diaye   | 46e  |
| 7               | Henri Camara      | 106e |
| 11              | El Hadji Diouf    |      |
|                 |                   |      |
| Remplaçants :   |                   |      |
| 14              | Moussa N'Diaye    | 46e  |
| 12              | Amdy Faye         | 91e  |
| 9               | Souleymane Camara | 106e |
|                 |                   |      |
| Sélectionneur : |                   |      |
| Bruno Metsu     |                   |      |

| ·                |                    |      |
| Titulaires :     |                    |      |
|                  |                    |      |
| 1                | Alioum Boukar      |      |
| 2                | Bill Tchato        |      |
| 3                | Pierre Womé        |      |
| 4                | Rigobert Song      |      |
| 5                | Raymond Kalla      |      |
| 12               | Lauren Etame Mayer |      |
| 8                | Geremi Njitap      |      |
| 17               | Marc-Vivien Foé    |      |
| 20               | Salomon Olembe     |      |
| 9                | Samuel Eto'o       |      |
| 11               | Pius N'Diefi       | 104e |
|                  |                    |      |
| Remplaçants :    |                    |      |
| 18               | Patrick Suffo      | 104e |
|                  |                    |      |
| Sélectionneur :  |                    |      |
| Winfried Schäfer |                    |      |

| ·               |                   |      |
| Titulaires :    |                   |      |
|                 |                   |      |
| 1               | Tony Sylva        |      |
| 2               | Omar Daf          |      |
| 6               | Aliou Cissé       |      |
| 13              | Lamine Diatta     |      |
| 17              | Ferdinand Coly    |      |
| 10              | Khalilou Fadiga   |      |
| 15              | Salif Diao        |      |
| 19              | Papa Bouba Diop   | 91e  |
| 22              | Makhtar N'Diaye   | 46e  |
| 7               | Henri Camara      | 106e |
| 11              | El Hadji Diouf    |      |
|                 |                   |      |
| Remplaçants :   |                   |      |
| 14              | Moussa N'Diaye    | 46e  |
| 12              | Amdy Faye         | 91e  |
| 9               | Souleymane Camara | 106e |
|                 |                   |      |
| Sélectionneur : |                   |      |
| Bruno Metsu     |                   |      |

| ·                |                    |      |
| Titulaires :     |                    |      |
|                  |                    |      |
| 1                | Alioum Boukar      |      |
| 2                | Bill Tchato        |      |
| 3                | Pierre Womé        |      |
| 4                | Rigobert Song      |      |
| 5                | Raymond Kalla      |      |
| 12               | Lauren Etame Mayer |      |
| 8                | Geremi Njitap      |      |
| 17               | Marc-Vivien Foé    |      |
| 20               | Salomon Olembe     |      |
| 9                | Samuel Eto'o       |      |
| 11               | Pius N'Diefi       | 104e |
|                  |                    |      |
| Remplaçants :    |                    |      |
| 18               | Patrick Suffo      | 104e |
|                  |                    |      |
| Sélectionneur :  |                    |      |
| Winfried Schäfer |                    |      |